# Inna Afinogenova
Inna Afinogenova (en rus: Инна Афиногенова; Daguestan, 14 de gener de 1989) és una periodista russa, que fins al maig del 2022 va treballar de subdirectora del lloc web de RT en Español, i coneguda també pel seu canal de YouTube d'actualitat política internacional en castellà Ahí les va. Actualment col·labora al programa La Base del diari Público.
És graduada en periodisme per la Universitat Estatal de Moscou. Ha treballat en diversos mitjans de comunicació (en ràdio i televisió) i actualment treballa al canal de televisió rus en castellà RT en Español, on ha ocupat diversos càrrecs, fins a convertir-se en l'actualitat en la sotsdirectora del lloc web. Resideix a la capital russa, des d'on treballa al seu espai informatiu de contingut audiovisual en castellà, anomenat Ahí les va, a la plataforma YouTube, canal controvertit d'actualitat política i censurat a diversos països del món.
L'1 de març de 2022, Google va blocar l'accés als canals de YouTube de les agències de notícies russes Russia Today i Sputnik a tota la Unió Europea, inclòs l'espai informatiu Ahí les va, d'Afinogenova, en compliment de les sancions imposades per la Unió Europea a Rússia en represàlia per la invasió d'Ucraïna. Anteriorment, Afinogenova havia generat certa polèmica, ja que l'1 de desembre de 2021, al seu programa Ahí les va, va comentar: «Arribarà gener, després febrer i març, acabarà 2022 i segur que als mitjans (occidentals) seguiran llegint que la invasió és imminent». Aquesta i altres polèmiques anteriors van ser les que van desencadenar que aquest canal d'informació fos esborrat de la xarxa i en altres llocs, ja que la Unió Europea i els Estats Units d'Amèrica «consideren que el seu missatge en favor de les tesis russes és inassumible en temps de guerra».
El 3 de maig de 2022, va publicar un vídeo a YouTube on explicava que havia abandonat Rússia i el canal RT en Español pel fet que no està d'acord amb aquesta guerra i amb qualsevol altra guerra. A més, va criticar la guerra, en considerar-la un greu error estratègic de Rússia, perquè ha suposat un gran reforçament de l'OTAN, «una organització que estava en plena decadència, semblava totalment anacrònica».
El 24 de juny del 2022, el programa La Base del diari espanyol Público presentat per Pablo Iglesias va anunciar que havia fitxat Inna Afinogenova per al seu programa.